# Птицефабрика (Кировская область)
 Птицефабрика  — поселок в Нолинском районе Кировской области. Входит в состав Рябиновского сельского поселения.

## География
Расположен на расстоянии примерно 4 км по прямой на юго-запад райцентра города Нолинск.

## История
Известен с 1978 года, в 1989 году учтено 264 жителя.

## Население
Постоянное население составляло 423 человека (русские 96%) в 2002 году, 343 в 2010.